# Municipio de Henry (Dakota del Norte)
El municipio de Henry (en inglés: Henry Township) es un municipio ubicado en el condado de Golden Valley en el estado estadounidense de Dakota del Norte. En el año 2010 tenía una población de 23 habitantes y una densidad poblacional de 0,12 personas por km².

## Geografía
El municipio de Henry se encuentra ubicado en las coordenadas 47°14′2″N 103°59′21″O / 47.23389, -103.98917. Según la Oficina del Censo de los Estados Unidos, el municipio tiene una superficie total de 187.67 km², de la cual 187,52 km² corresponden a tierra firme y (0,08 %) 0,15 km² es agua.

## Demografía
Según el censo de 2010, había 23 personas residiendo en el municipio de Henry. La densidad de población era de 0,12 hab./km². De los 23 habitantes, el municipio de Henry estaba compuesto por el 100 % blancos. Del total de la población el 0 % eran hispanos o latinos de cualquier raza.